# Chileense presidentsverkiezingen 1906
De Chileense presidentsverkiezingen van 1906 vonden op 25 juni van dat jaar plaats. De verkiezingen werden gewonnen door de kandidaat van de Alianza Liberal, Pedro Montt. Montt deed vier jaar eerder al een gooi naar het presidentschap, toen als kandidaat voor de Coalición. 
Voor het eerst in de geschiedenis van Chili deed er een sociaaldemocratische kandidaat mee met de presidentsverkiezingen, Zenón Torrealba. Hij kreeg slechts één stem.
| Kandidaat | Kandidaat | Kandidaat         | Partij | Partij             | Stemmen | Percentage |
| --------- | --------- | ----------------- | ------ | ------------------ | ------- | ---------- |
|           |           | Pedro Montt Montt |        | Alianza Liberal/PN | 164     | 62,59%     |
|           |           | Fernando Lazcano  |        | Coalición/PL       | 97      | 37,02%     |
|           |           | Zenón Torrealba   |        | PD                 | 1       | 0,38%      |
| Totaal    | Totaal    | Totaal            |        |                    | 262     | 100%       |

| Alianza Liberal              |
| Partido Liberal (minderheid) |
| Partido Liberal Democrático  |
| Partido Nacional             |
| Partido Radical              |

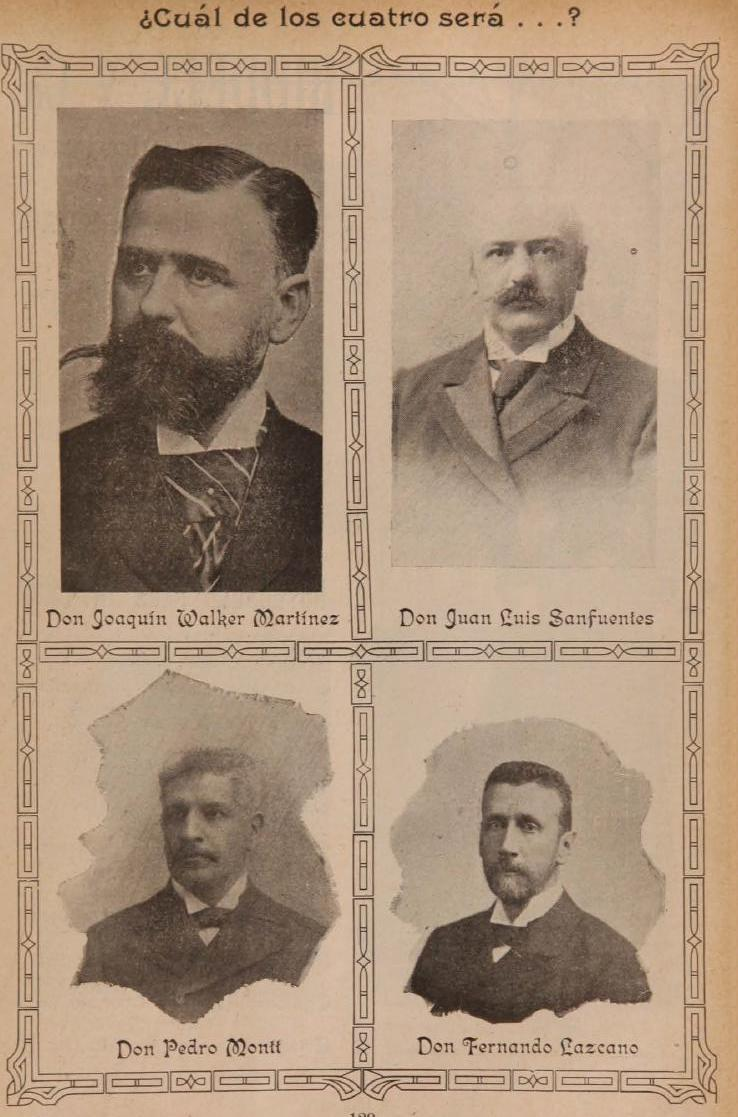
Onder de kandidaten voor de presidentsverkiezingen waren aanvankelijk ook Joaquín Walker Martínez (PC) en Juan Luis Sanfuentes (PLD) die staan afgebeeld op de bovenste rij van deze advertentie; zij trokken hun kandidatuur later in.

- Montt ontving ook steun van enkele dissidenten binnen de Partido Conservador die gekant waren tegen de kandidatuur van Lazcano.
- De Partido Demócrata weigerde de kandidatuur van de in hun ogen behoudende Montt te steunen en kwamen met een eigen kandidaat, Zenón Torrealba.

| Coalición                         |
| Partido Conservador (meerderheid) |
| Partido Liberal (meerderheid)     |

- Lazcano was lid van de Partido Liberal maar een minderheid van die partij steunde de kandidatuur van Montt.

## Bron
- (es)  Elección Presidencial 1906